# هارون أندرسون (لاعب كرة قدم)
هارون أندرسون (بالإنجليزية: Aaron Anderson)‏ هو لاعب كرة قدم أسترالي في مركز الدفاع، ولد في 25 سبتمبر 2000 في أستراليا. لعب مع نادي ملبورن فيكتوري.

## وصلات خارجية
- هارون أندرسون (لاعب كرة قدم) على موقع قاعدة بيانات كرة القدم.إي يو (الإنجليزية)
- هارون أندرسون (لاعب كرة قدم) على موقع Soccerway.com (الإنجليزية)